# Bratsk
Bratsk (em russo:  Братск) é uma cidade do Irkutsk Oblast, Rússia, localizada no rio Rio Angara perto do Reservatório de Bratsk. População: 259,335 (2002 Census).  Pelo que parece o nome da cidade vem da palavra irmão, em russo, ('brat'), mas na verdade vem da palavra 'bratskiye lyudi', uma velha denominação aos Buriates.

## História
Os primeiros europeus à chegarem na área em 1623 buscavam coletar impostos do povo local, os Buriates.  A fixação permanente começou com a construção de uma (fortaleza) chamada ostrog em 1636 na junção do Oka e Angara.  Agora, muitas torres de madeira do século XVII são exibidas em Kolomenskoye Estátua de Moscovo.
Durante a Segunda Guerra Mundial houve aumento industrial na região da Siberia, pois a industria Soviética foi movida para as terras do leste dos montes Urais.  Ao término da guerra o desenvolvimento diminuiu já que os recursos foram voltados à reconstrução da Rússia Europeia.
Em 1947, o Gulag de Angara foi construído perto de Bratsk, com capacidade maior à 44,000 prisioneiros para a construção do projeto da  ferroviária que ligaria Tayshet à Ust-Kut cortando Bratsk.
A cidade deparou-se com grande desenvolvimento após o anúncio, em 1958, da construção de uma barragem barragem e uma usina hidrelétrica que seria efetuada no Rio Angara.  A denominação de "Cidade grande" foi garantida em 1955.

## Economia e Infraestrutura
A economia da cidade é largamente impulsionada pela indústria pesada, incluindo uma das maiores fábricas de alumínio, serrarias, fábrica química e uma central eléctrica a carvão.
A educação superior inclui a Universidade Estatal de Bratsk e uma ramificação da Universidade Estatal de Irkutsk.

## Distritos Administrativos
A cidade está espalhada ao redor do Reservatório de Bratsk.  A cidade também é dividida em três distritos:
- Padunsky (Падунский), 60,142 habitantes;
- Pravoberezhny (Правобережный), 39,524 habitantes;
- Tsentralny (Центральный), 159,669 habitantes.

Distritos residenciais da cidade, alguns deles são separados por países abertos, incluindo: Bikey, Chekanovsky, Energetik, Gidrostroitel, Osinovka, Padun, Porozhsky, Sosnovy, Stenikha, Sukhoy, Tsentralny, e Yuzhny Padun.

## Poluição
Bratsk esta entre a lista dos 30 lugares mais poluídos no mundo.

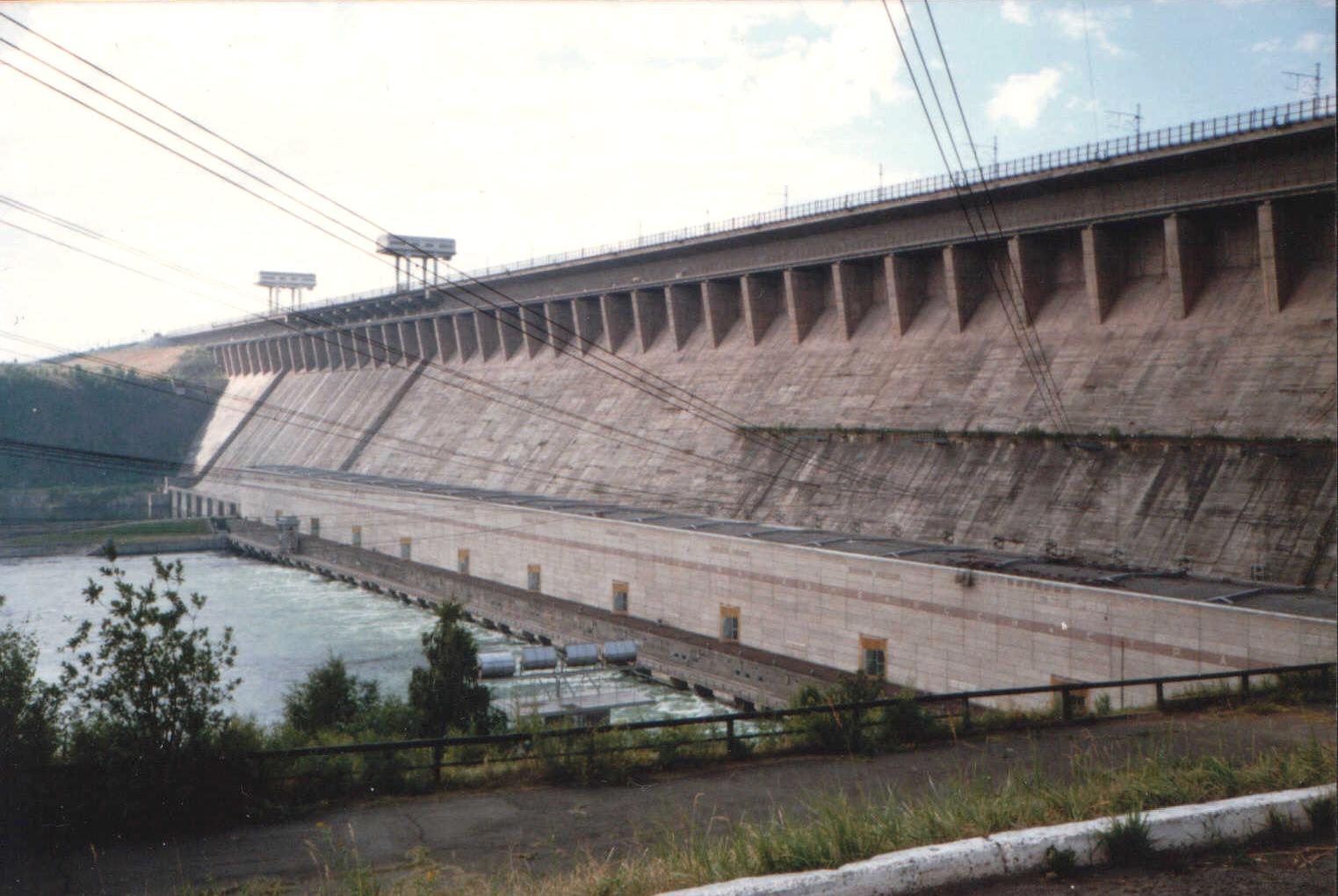
Reservatório de Bratsk.

Até recentemente o reservatório de Bratsk, um dos maiores do mundo, era fonte de água potável para muitas pessoas das cidades em torno. Em 1998, foram encontrados toneladas de mercúrio no fundo do reservatório, avisos foram postados orientando aos cidadãos evitar o reservatório à todo custo. Entretanto, com os problemas na economia russa, o reservatório permanece como fonte de peixes e outros alimentos para os residentes locais. De acordo com Yuri Udodov, chefe do Comitê Federal de Ecologia, no estado de Irkutsk, esta região tem "o maior" índice liberação de mercúrio  no meio ambiente em toda a Sibéria.
Bratsk foi declarada uma  zona de desastre ecológico. A ´fabrica de alumínio da cidade foi poluindo seus arredores ao grau tão grande que a cidade de Chikanovskiy foi evacuada em 2001, devido a situações de emergências sanitárias repetidas.

## Esporte
A cidade de Bratsk é sede do Estádio Metallurg e do FC Sibiryak Bratsk, que joga no Campeonato Russo de Futebol

## Cidades Irmãs
Bratsk is twinned with:
- Nanao, Japan.
- Zibo, China.

## Âncoras Externas
- «Site oficial da Cidade de Bratsk»
- «Os troleibus de  Bratsk»
- «Seção sobre Bratsk na Moy Gorod (Minha Cidade)» (em russo)